# Norops anisolepis
Norops anisolepis este o specie de șopârle din genul Norops, familia Polychrotidae, descrisă de Smith, Burley și Fritts 1968. A fost clasificată de IUCN ca specie cu risc scăzut. Conform Catalogue of Life specia Norops anisolepis nu are subspecii cunoscute.